# Philopotamus achemenus
Philopotamus achemenus là một loài Trichoptera trong họ Philopotamidae. Chúng phân bố ở miền Cổ bắc.